# Корпоративні медіа
Корпоративні медіа (corporate media, corporate publishing, custom publishing) – це некомерційні видання, які випускає організація для підтримки контакту із працівниками та широкою громадськістю за межами організації .
Корпоративні медіа є особливим різновидом ЗМІ, що їх видають компанії, підприємства, установи з метою інформаційної підтримки власного основного виду діяльності шляхом формування позитивного іміджу, обміну інформацією всередині організації між співробітниками та поширення її назовні, серед клієнтів, партнерів тощо .
Корпоративним медіа можна вважати засіб масової інформації, який компанія випускає з певними бізнес-цілями, певною періодичністю та фінансується коштом компанії (та/або залученої до видання реклами). Внутрішнє корпоративне видання – це інформаційно-рекламний ресурс, контрольований компанією, що випускається з певною періодичністю, і який відображає офіційну позицію компанії та призначений для її працівників .
Корпоративні медіа вважаються ефективним інструментом паблік рилейшнз, що використовується у корпоративних комунікаціях. 

## Сучасний стан і тенденції розвитку
Нинішній активний розвиток корпоративних медіа зумовлений низкою об’єктивних причин, серед яких трансформація інформаційного середовища та зростання значення внутрішніх і зовнішніх бізнес-комунікацій. Зокрема у Німеччині, Австрії та Швейцарії компанії щороку інвестують у корпоративні медіа 5,8 млрд євро. За даними Forum Corporate Publishing (FCP), щорічне зростання виручки в галузі корпоративного видавництва становить 15 відсотків .
За результатами опитування, проведеного Gartner Communications серед фахівців з комунікацій, 67 відсотків із них вважають, що довіра до «класичних медіа» останнім часом знизилася, що є проблемою для успіху професійних зв'язків з громадськістю. Натомість ще 68 відсотків респондентів зазначили, що реагують на ці загрози, вносячи зміни до своїх комунікаційних стратегій та обраних ними інструментів комунікації. 64 відсотки з них планують розширювати пряму взаємодію з цільовими групами за допомогою соціальних мереж, а ще 48 відсотків – за допомогою створення власних журналістських пропозицій, зокрема у галузі корпоративних медіа .
Україна на сучасному етапі дотримується загальносвітових трендів розвитку корпоративних медіа. За даними Асоціації корпоративних медіа України (АКМУ), власні фірмові видання (внутрішні та клієнтські) мають близько 400 компаній .
З метою популяризації найуспішніших проектів, обміну професійним досвідом та заохочення підвищення рівня корпоративних медіа з 2006 р. АКМУ проводить конкурс «Найкраще корпоративне медіа України» та щорічний бізнес-форум «Інновації в комунікаціях. Тренди», публікує книжки із узагальненням практики та кейсами конкурсантів.
Провідною науковою організацією з дослідження корпоративних медіа в Україні є Інститут журналістики Київського національного університету ім. Тараса Шевченка. Цей напрям прикладних соціально-комунікаційних технологій тут розробляють з 2008 р. Результатом досліджень стали десятки наукових публікацій, навчальний посібник, монографія, а також захищена у 2014 р. докторська дисертація, автором якої є професор Дмитро Олегович Олтаржевський .

## Історія
Історія корпоративних видань сягає понад два сторіччя. Посилення економічного і політичного опору робітничого класу, що відбувалося в Європі у ХІХ ст., підштовхувало власників виробництв на пошуки нових форм і засобів впливу на працівників. У 1830-ті рр. засновник Німецького центру продажів Фрідріх Ліст видавав спеціальний бюлетень для навчання працівників. У цей самий період виникли перші періодичні видання окремих підприємств, зокрема «Де фабріксбоден» в Голландії (1882 р.), «Ді файерштунде» в Німеччині (1890 р.), «Фекторі ньюс» у США (1890 р.), «Хаззельс мегезін» в Англії (1887 р.).
Розпочавши 1875 р. в Америці продаж ручних швейних машин, знаменитий інженер-механік Зінгер одночасно випускає газету для покупців «Gazette», де містяться поради щодо правильного використання побутової техніки. Це, напевно, було одне з перших корпоративних видань, орієнтованих на клієнтів.
У ХХ ст. популярність корпоративної преси швидко поширюється в усьому світі. Так, у 1900 р. канадська агенція Imperial Life видає для своїх співробітників бюлетень The Imperial Life Agents News. Відома французька автомобілебудівна компанія Citroen започатковує власне видання в 1924 р. Цього ж року побачив світ Bulletin des CFF – журнал Залізничної компанії Швейцарської конфедерації.
На межі XVIII і XIX ст. унаслідок піднесення промисловості, зародження машинної індустрії та ствердження суспільного характеру праці виникли передумови для появи перших корпоративних видань і в Україні. Відомий український вчений Аркадій Петрович Животко згадує про існування в ХІХ ст. так званої господарсько-кооперативної періодики: «Першим часописом, присвяченим господарству та промислу, треба вважати часопис під назвою «Господар» («письмо практично-наукове по части господарства рільного, огородництва, садівництва, розплоду худоби і промислу»). Почав він виходити у Львові 10.VII.1869 р. за редакцією С. Шеховича. Виходив до 1872 р. двічі на місяць (від половини 1871 р. – латинкою)» .
Згодом переважно у Західній Україні з’являється ціла низка професійних (здебільшого сільськогосподарських) часописів: «Господар і Промишленик» (1879–1887), «Торговельно-промислові Відомості» (1908), «Молочарська Часопись» (1914), «Вісти Промислової Комісії» (1913) тощо. Упродовж 1890-х рр. та на початку ХХ ст. багато кооперативних організацій засновують власні друковані видання. Господарсько-кооперативна періодика стала предтечею корпоративних видань в Україні.
Загалом світовий історичний розвиток корпоративних медіа можна поділити на такі періоди:
- 1 етап. 1830 – 1900 рр. Виникнення і розвиток прототипів фабричних видань епохи промислового перевороту, переходу до машинного виробництва і суспільних процесів урбанізації та колективізації праці.
- 2 етап. 1900 – кінець 1960-х рр. Фабричні та заводські видання епохи масового виробництва і глобальної індустріалізації.
- 3 етап. Кінець 1960-х – 1990-і рр. Корпоративні видання епохи технологічної та науково-технічної революції.
- 4 етап. 1990-і роки – донині. Сучасний розвиток корпоративних медіа в умовах нової якості економічного росту, глобалізації, тотальної інформатизації та диджиталізації суспільства.

## Типологія корпоративних медіа
За аудиторною ознакою виокремлюють такі типи корпоративних медіа:
- Внутрішні (b2p, business-to-personnel) – для працівників компанії;
- Зовнішні (b2b, business-to-business, та b2c, business-to-client) – для зовнішньої аудиторії: споживачів, клієнтів, партнерів, інвесторів;
- Змішаного (гібридного, універсального) типу – як для внутрішньої, так і для зовнішньої аудиторії.

Згідно з класифікацією на основі стрижневої комунікаційної мети проекту, залежно від цілей «замовника» (HR-, PR-департамент, відділ продажу, маркетингу або інвестор проекту) і потреб цільової аудиторії виокремлюють чотири різновиди корпоративних медіа:
1. HR-видання (спрямовані на лояльність і мотивацію персоналу компанії; транслювання системи ключових цінностей організації; зміцнення репутації бренда працедавця);
2. PR-видання (формування керованого іміджу компанії; інтеграція зовнішніх PR-комунікацій в єдиний потік; генерування запитів із галузевої преси; формування обізнаності та позитивного ставлення до продукції та послуг компанії);
3. Маркетинг-видання (збільшення обсягів продажу);
4. Комерційне видання (отримання прибутку від реалізації проекту за рахунок розміщення реклами сторонніх організацій та/або продажу видання кінцевим споживачам. Супутні цілі — підвищення обсягів продажу, PR) [8].

За типами носіїв корпоративні медіа поділяють на:
- Друковані: газета, журнал, інформаційний бюлетень, щорічний звіт, корпоративна книга;
- Електронні: радіо, телебачення, Інтернет (електронна розсилка, інтранет-портал, корпоративний сайт, корпоративний блог, сторінки у соціальних мережах) тощо. З розвитком цифрових технологій Інтернет-канали виокремилися у власну підкатегорію цифрових корпоративних медіа, до якої також належать онлайн-відео, мобільні додатки, корпоративні чати, чат-боти тощо.

## Завдання та функції корпоративних медіа
У сучасних умовах корпоративні медіа відіграють роль медіатора і модератора корпоративного діалогу між бізнесом і соціумом. Вони допомагають компанії створювати та посилювати дружній образ, позитивний імідж. Цілеспрямованість, діалогічна природа та наближеність до адресата забезпечують тривалий, сконцентрований вплив корпоративних медіа на аудиторію. Зважаючи на це, компанії активно використовують їх в інтересах розвитку бізнесу, залучають не лише до процесів виробництва матеріальних благ, а й гармонізації відносин бізнесу і соціуму, встановлення зв’язків між кожною окремою особистістю, організацією, в якій вона працює, та суспільством.
Діяльність корпоративних медіа можна розглядати за кількома основними функціональними напрямами:
- Масовоінформаційний. У сучасному інформаційному світі великого значення набуває спеціалізована, локальна інформація, в тому числі й корпоративна. Корпоративні ж медіа є прямим спеціалізованим каналом, за допомогою якого повідомлення поширюються на певну вузьку професійну, виробничу, бізнесову аудиторію. Така діяльність містить усі ознаки масової комунікації. Корпоративні ЗМІ беруть участь у системних, «коротких», точкових комунікаціях, які охоплюють переважно невеликі за кількістю, замкнені, згуртовані за професійними та комерційними інтересами аудиторії.
- Соціальнокомунікаційний. Діяльність корпоративних медіа має видимий соціальний підтекст, притаманний усій системі масових комунікацій. Її кінцевими наслідками є встановлення діалогу між компанією та суспільством, гармонізація особистих і корпоративних інтересів у колективі, мотивація та сприяння самоідентифікації працівників, поліпшення виробничих стосунків тощо. Так, внутрішні видання здатні змінювати громадську думку та людські стосунки на рівні професійних громад, бізнесово-виробничих спільнот. Соціальна специфіка функціонування фірмової періодики полягає і в певній інформаційно-роз’яснювальній діяльності. Ось чому цей різновид мас-медіа варто розглядати як засіб посилення суспільного діалогу, встановлення взаєморозуміння, оптимізації інформаційного поля всередині колективу та організації в цілому, тобто як інструмент урегулювання соціальної сторони економічних відносин.
- Корпоративно-комунікаційний. Корпоративні медіа – важливий системний складник комунікаційних процесів, без яких неможливо уявити сучасну бізнес-організацію. У порівняно невеликих колективах повідомлення можуть передаватися із вуст в уста, однак у великих професійних громадах, де кількість співробітників сягає сотень і тисяч осіб, а структурні підрозділи розташовані на значній відстані один від одного, організувати обмін думками і встановити взаєморозуміння допомагають внутрішні корпоративні медіа. Комплекс спільних переконань (його ще називають корпоративною культурою або корпоративною філософією) консолідує інтереси учасників комерційної організації та водночас є виявом їхніх думок.
- Бізнесовий.  Діяльність корпоративних медіа можна назвати рекламно-інформаційним та PR-супроводом бізнесу. Ефективність зовнішніх видань може вимірюватися на підставі того, скільки за його допомогою вдалося залучити нових споживачів і скільки утримати наявних клієнтів. Роз’яснюючи та популяризуючи на шпальтах внутрішнього видання політику компанії, цілі та принципи її роботи, можна домогтися підвищення лояльності працівників, а отже загальної ефективності усіх процесів у компанії, формування її довгострокових конкурентних переваг [2].